# Мулион
Мулионът, наричан още „шпросна", е вертикален разделител на прозорец, неподвижна и неразделна чест от касата му. Изработван най-често от дърво, а така също и от камък и метал (включително и алуминий при съвременните типове прозоречна дограма), в зависимист от основния материал на прозореца.
При изработването на витражи парчетата стъкло се закрепват в рамка от олово с Н-образен профил със същото име.